# Баотин-Ли-Мяоский автономный уезд
Баоти́н-Ли-Мя́оский автоно́мный уе́зд (кит. упр. 保亭黎族苗族自治县, пиньинь Bǎotíng Lízú Miáozú zìzhìxiàn) — автономный уезд провинции Хэнань (КНР).

## История
В 1935 году на стыке 5 уездов был создан уезд Баотин (保亭县).
После перехода острова Хайнань под контроль КНР был создан Административный район Хайнань (海南行政区) провинции Гуандун, и уезд вошёл в его состав. 20 апреля 1952 года в составе Административного района Хайнань был создан Хайнань-Ли-Мяоский автономный район уездного уровня (海南黎族苗族自治区), власти которого разместились в посёлке Тунши уезда Баотин. 17 октября 1955 года Хайнань-Ли-Мяоский автономный район был преобразован в Хайнань-Ли-Мяоский автономный округ (海南黎族苗族自治州).
В декабре 1958 года уезды Линшуй, Ясянь и Баотин были объединены в уезд Юйлинь (榆林县). В феврале 1959 года уезд Юйлинь был переименован в Ясянь (崖县). В ноябре 1959 года уезд Баотин был вновь выделен из уезда Ясянь.
В 1970 году Административный район Хайнань был переименован в Округ Хайнань (海南地区), но в 1972 году округ снова стал административным районом.
В соответствии с постановлением Госсовета КНР от июня 1986 года, с 25 января 1987 года посёлок Тунши был выделен из уезда Баотин и стал городским уездом Тунши (通什市).
Постановлением Госсовета КНР от 20 ноября 1987 года (вступило в силу 31 декабря 1987 года) был расформирован Хайнань-Ли-Мяоский автономный округ, и все входившие в него административные единицы уездного уровня стали подчиняться напрямую властям административного района; уезд Баотин этим же постановлением был преобразован в Баотин-Ли-Мяоский автономный уезд.
13 апреля 1988 года Административный район Хайнань был преобразован в отдельную провинцию Хайнань.

## Административное деление
Автономный уезд делится на 6 посёлков и 3 волости.

## Население
По состоянию на 2020 год население Баотина составляло около 168 тыс. человек (в 1999 году — 155,5 тыс. человек). В основном это коренные народы ли (62,4 %) и мяо (4,5 %), а также ханьцы (30,2 %) и другие этнические группы (2,9 %).

## Экономика
Развито сельское и лесное хозяйство, в том числе выращивание рамбутана.